# Achaetops pycnopygius
Il corridore delle rocce (Achaetops pycnopygius (Sclater, 1853)) è un uccello passeriforme della famiglia Macrosphenidae, diffuso in Angola e Namibia. È l'unica specie nota del genere Achaetops.

## Descrizione
È un passeraceo lungo 16–17 cm, con piumaggio bruno e strie nerastre sul dorso e sul petto, ventre e fianchi rossicci, una lunga coda nera arrotondata, una banda sopracciliare bianca e una mascellare nera.